# Thomas Wyatt (powstaniec)
Thomas Wyatt Junior (ur. 1521, zm. 11 kwietnia 1554) – rebeliant, syn poety Thomasa i Elizabeth Brooke.

## Życiorys
W styczniu 1554 r. stanął na czele 15 000 armii protestanckiej, do której przyłączył się m.in. Henry Grey, 1. książę Suffolk.
Celem rebelii było zdobycie stołecznego Londynu, obalenie rządów królewskiej córki tj. Marii I i przywrócenie na tron Jane Grey – córki Henry’ego Greya. Atak odparto, bunt stłumiono, ponad stu jego pomniejszych dowódców powieszono, a Wyatt i hrabia Suffolk zostali skazani na śmierć i ścięci.